# Goodenia campestris
Goodenia campestris är en tvåhjärtbladig växtart som beskrevs av R. Carolin. Goodenia campestris ingår i släktet Goodenia och familjen Goodeniaceae. Inga underarter finns listade i Catalogue of Life.